# Arowana srebrna
Arowana srebrna (Osteoglossum bicirrhosum) – gatunek ryby kostnojęzykokształtnej z rodziny kostnojęzykowych (Osteoglossidae), opisywana też pod nazwą arawana.

## Występowanie
Dorzecze Amazonki oraz rzeki Rupununi i Oyapock w Gujanie Francuskiej. 
Żyje w ciepłych wodach o temp. 24–30 °C. Odporna na niski poziom tlenu w wodzie.

## Cechy morfologiczne
Dorasta do 90 cm długości i 6 kg masy ciała. Łuski bardzo duże. Na końcu żuchwy dwa wąsiki. Płetwy grzbietowa i odbytowa prawie połączone z płetwą ogonową. Płetwa odbytowa u samców dłuższa niż u samic. Płetwy brzuszne przed początkiem nasady płetwy grzbietowej.
Młode osobniki z żółto-pomarańczowymi bokami i niebieskim połyskiem, dorosłe mają srebrzyste ubarwienie.

## Odżywianie
Wszystkożerna, pokarm pobiera zazwyczaj z powierzchni wody. Potrafi wyskoczyć z wody, by schwytać owada siedzącego na gałęzi nisko pochylonej nad wodą jak również przelatującego nad wodą nietoperza.

## Rozród
Samiec opiekuje się wylęgiem przetrzymując ikrę oraz larwy w pysku.

## Znaczenie
Poławiana w celach gospodarczych i na wędkę. Hodowana w akwariach.